# Мері Герберт
Мер Р. М. Герберт, також відома як Мері Герберт — ірландська історикиня і науковиця, що спеціалізується на ранньосередньовічній історії Ірландії та ірландських святих. Вона є почесною професоркою ранньої та середньовічної ірландської мови в Університетському коледжі Корка, і раніше очолювала його Scoil Léann Na Gaeilge (Школу вивчення ірландської мови).

## Життєпис
Герберт вивчала кельтологію в Університетському коледжі, Голвей, здобувши ступінь бакалавра мистецтв (BA) у 1968 році, а потім ступінь магістра мистецтв (MA) у 1970 році. У жовтні 1970 року вона була призначена науковою співробітницею Школи кельтських досліджень Дублінського інституту передових досліджень і працювала там два роки до 1972 року. Пізніше вона пройшла подальше навчання в аспірантурі в Клер-Холл Кембриджського університету, завершивши там свої дослідження в 1975 році, і офіційно здобувши ступінь доктора філософії (PhD) у 1985 році. Її докторська дисертація мала назву «Монастирський парахіум Колум Сілле в донормандській Ірландії: його історія та агіографія». Після цього професорка Герберт зробила видатну академічну кар'єру як у викладанні, так і в дослідженні в Національному університеті Ірландії, спочатку в Університеті Мейнута, а потім протягом багатьох років в Університетському коледжі Корка. Вона була запрошеною професоркою у ряді закордонних університетів і є авторкою численних публікацій.

## Почесті
У 1996 році Герберт була обрана членом Ірландської королівської академії (MRIA), головного всеірландського наукового товариства. У 2015 році на її честь було опубліковано Фестиваль (Festschrift). У 2018 році вона отримала премію Дерека Аллена за кельтські дослідження від Британської академії «за видатний внесок у вивчення кельтської літератури та історії».

## Вибрані твори
- Herbert, Máire (1988). Iona, Kells, and Derry: the history and hagiography of the monastic familia of Columba [Герберт, Мер (1988). Іона, Келлс і Деррі: історія і агіографія чернечої родини Колумба. Оксфорд: Кларендон Пресс.]. Oxford: Clarendon Press. ISBN 978-0198201144.
- Herbert, Máire; McNamara, Martin (1989). Irish Biblical Apocrypha: Selected Texts in Translation [Герберт, Мер; Макнамара, Мартін (1989). Ірландські біблійні апокрифи: вибрані тексти в перекладі. Лондон: T & T Clark.]. London: T & T Clark. ISBN 978-0567095244.
- Herbert, Máire; Murray, Kevin, ред. (2003). Retrospect and prospect in Celtic studies: proceedings of the 11th International Congress of Celtic Studies held in University College, Cork, 25-31 July 1999 [Герберт, Мер; Мюррей, Кевін, ред. (2003). Ретроспектива та перспектива кельтології: матеріали 11-го Міжнародного конгресу кельтології, що відбувся в Університетському коледжі, Корк, 25-31 липня 1999 р. Дублін: Чотири суди.]. Dublin: Four Courts. ISBN 978-1851827701.